# Saint-Priest-les-Fougères
Saint-Priest-les-Fougères település Franciaországban, Dordogne megyében. Lakosainak száma 376 fő (2022. január 1.). Saint-Priest-les-Fougères Saint-Pierre-de-Frugie, Bussière-Galant, Saint-Paul-la-Roche, Jumilhac-le-Grand és La Coquille községekkel határos.

## Népesség
A település népessége az elmúlt években az alábbi módon változott:
| Lakosok száma | 538  | 485  | 443  | 394  | 377  | 380  | 381  | 380  | 375  | 376  |
|               | 1968 | 1982 | 1990 | 2006 | 2013 | 2015 | 2017 | 2019 | 2020 | 2022 |